# Alfonso Colucci
Alfonso Colucci (Foggia, 24 febbraio 1964) è un politico italiano.

## Biografia
Nato a Foggia, ma è originario di Cerignola. Consegue la laurea in giurisprudenza presso l’Università degli Studi di Bari. Intraprende dopo gli studi la carriera di notaio, avvocato e per alcuni anni ha insegnato presso l’ateneo barese e l’Università degli Studi di Foggia e in scuole secondarie di secondo grado.

### Attività politica
Inizia a interessarsi di politica con la nascita del governo Conte I avvicinandosi al Movimento 5 Stelle di cui diviene “Organo di controllo monocratico” e coordinatore del settore legale.
Alle elezioni politiche del 2022 viene eletto deputato con la lista Movimento 5 Stelle nel collegio plurinominale Lazio 1 - P02.
È ritenuto uno degli esponenti 5 Stelle più vicini all’ex premier Giuseppe Conte.